# Принцеса Ерендира
Принце́са Еренди́ра (приблизно 1503—1519) — дочка правителя царства Пурепеча на території сучасної Мексики. Після приходу іспанців (в цей час її було близько 16 років) її батько, Тангахуан II, капітулював перед ними, дізнавшись про падіння могутньої Ацтекської імперії (хоча за декілька років до того самі пурепеча успішно протистояли ацтекам і навіть нанесли їм ряд поразок).
Історія про Ерендіре повна легендарних деталей і, можливо, не цілком достовірна. Згідно з традицією, вона очолила повстання проти іспанців. Зміцнившись на горбі, вона влаштувала напад на іспанців, убила іспанського вершника і навчила останніх індійців пурепеча їздити на конях. Під час однієї з битв іспанці виявили її батька сплячим і убили його. Після цього, по легенді, пурепеча стали зазнавати поразки. Існують різні версії її загибелі: або вона втопилася, не бажаючи здаватися, або убила себе, закохавшись в іспанського ченця, або викрадена і захована своїми людьми в таємному храмі.
За мотивами даної легенди в 2006 р. був знятий фільм Erendira ikikunari (Ерендіра неприборкана, 2006).